# Jean-Marie Cordier
Pour les articles homonymes, voir Cordier (homonymie).
Jean-Marie Cordier (21 novembre 1785 à Béziers - 29 juin 1859 dans la même ville) est un ingénieur français spécialiste de la mécanique et de l’hydraulique.

## Biographie
Jean-Marie Cordier naît dans une famille de serruriers à Béziers. Il étudie la physique puis la sculpture ornementale. Cordier réalise en 1808 une grille en fer ouvragé pour le palais de justice de Nîmes. Il s’intéresse ensuite à l’hydraulique et construit en 1825-1827 un système hydraulique pour alimenter Béziers en eau grâce à l’Orb,. Le moulin de Bagnols (ou moulin Cordier), situé au bord de la rivière, pompe l’eau et l’envoie jusqu’à un réservoir situé sur la place Saint-Louis. Les travaux sont rendus possibles par la démolition des remparts de la ville, qui fournit le financement nécessaire.
Il travaille ensuite à Chaumont (1834), Dole, Angoulême, Narbonne (1839), Poitiers (1839) et Reims. Les autorités genevoises l’engagent en 1839 pour améliorer la machine hydraulique alimentant la ville, conçue par Joseph Abeille autour de 1710. Il est ensuite sollicité par le Consulat général de France à Alexandrie pour concevoir le système hydraulique de la ville et envoie son fils Jean-Antoine Cordier-Bey (1810-1873) en Égypte pour mener les travaux. Ce dernier y obtient les concessions pour la distributions d’eau à Alexandrie en 1857 puis au Caire en 1865 et aménage en 1860 la place des Consuls d’Alexandrie en l’ornant de fontaines.
Jean-Marie Cordier meurt de maladie le 29 juin 1859 ; la ville de Béziers organise des funérailles publiques et organise son enterrement au cimetière vieux de Béziers ; sa tombe est ornée d’une sculpture d’Alexandre Oliva. En hommage, la municipalité renomme sa rue de naissance « rue Jean-Marie Cordier »,.

## Distinctions
- 2 février 1836 : Chevalier de la Légion d’Honneur[11]
- 1839 : médaille d’or de la ville de Poitiers[2]
- 26 avril 1847 : deuxième prix de mécanique de l’Académie (fondation Montyon)[2],[12]